# シクロ (映画)
『シクロ』（原題：Cyclo）は、1995年に公開されたフランス・ベトナム・香港合作映画。
ベトナム系フランス人のトラン・アン・ユン監督が故国ベトナムでロケを敢行し、シクロ（輪タク）運転手の青年を主人公としたドラマ映画。香港の俳優トニー・レオンが聾唖のベトナム人ヤクザを演じている。
第52回ヴェネツィア国際映画祭で金獅子賞を受賞した。

## キャスト
- 〈シクロ〉：レ・バン・ロック
- 〈詩人〉：トニー・レオン
- 〈シクロ〉の〈姉〉：トラン・ヌー・イェン・ケー
- 〈女親方〉：グエン・ヌ・キン
- ：グエン・ホアン・フック
- ：ゴ・ヴー・カン・ハイ
- ：グエン・トゥエット・ガン
- ：ドアン・ヴィェト・ハ

## スタッフ
- 監督・脚本：トラン・アン・ユン
- 台詞：トラン・アン・ユン、グエン・チュン・ビン
- 台詞監修：パトリシア・プティ
- 製作：クリストフ・ロシニョン、マルク・ピトン
- 撮影：ブノワ・ドゥローム
- 美術：ブノワ・バルー
- 音楽：トン＝ツァ・ティエ
- 音響効果：マリー・フランス・ギルベール
- 編集：ニコール・デデュー、クロード・ロンゾ
- 衣装デザイン：アンリット・ラ